# Stephan Lermer
Stephan Lermer (* 6. Februar 1949 in Garmisch-Partenkirchen) ist ein deutscher Psychologe, Psychotherapeut, Coach, Autor und Redner.

## Leben und Wirken
Nach einer BWL-Ausbildung zum Systemanalytiker in München begann Lermer 1970 mit dem Studium der Psychologie und Philosophie in Regensburg, ein Diplom erhielt er 1974. 1977 promovierte er zum Dr. rer. biol. hum. an der Fakultät für Theoretische Medizin der Universität Ulm. Als Mitarbeiter der Forschungsstelle für Psychotherapie Stuttgart wurde seine Doktorarbeit zum Thema „Körpersprache“ von Helmut Enke, dem Leiter der Forschungsstelle, betreut. Lermer absolvierte eine Psychodrama-Ausbildung bei Heika Straub.
Seit 1981 leitet Lermer das von ihm gegründete „Institut für Persönlichkeit und Kommunikation“ in München für Coaching, Paarberatung, Psychotherapie und Forschung. In rund 1000 Fernseh- und teils eigenen Rundfunksendungen trat Lermer als Vertreter positiver Psychologie und als Glücksforscher auf. Dabei bezieht er sich auf Albert Schweitzer, wonach glückliche Menschen erfolgreicher sind.
Lermer lebt in München-Schwabing. Er war 24 Jahre verheiratet und hat aus dieser Ehe eine Tochter, die Wirtschaftspsychologie-Professorin Eva Lermer.

## Werke

### Bücher (Auswahl)
- Paarweise. Die Kunst einer guten Partnerschaft. Gütersloher Verlagshaus, 2012, ISBN 3-448-07386-5
- Kommunikative Kompetenz. Aus der Reihe „Von den Besten profitieren“. Gabal, 2005, ISBN 3-89749-516-3
- Small Talk. Nie wieder sprachlos. Haufe, 2003, ISBN 3-448-05652-9
- Future-Skills. Kommunikationskompetenz, Win-win-Strategien & Co. In: Scherer H.,Von den Besten profitieren. Erfolgswissen von 12 bekannten Management-Trainern. Gabal, 2001, 145–163, ISBN 3-89749-121-4
- Nichtrauchen beginnt im Kopf. Südwest, 1997, ISBN 3-517-01937-2
- Gemeinsam bin ich besser. Win-win-Strategien. (mit H.C. Meiser). Krüger, 1994, ISBN 3-596-13462-5
- Liebe & Lust. Der neue Weg zum Partnerglück. M. Hahn / F.A. Herbig, 1994, ISBN 3-87287-414-4
- Der verlassene Mann. Sind Frauen das stärkere Geschlecht? (mit H.C. Meiser). Fischer, 1993, ISBN 3-8105-1129-3
- Zwischen Himmel und Erde. Der Flughafen als psychologischer Erlebnisraum (mit R. Wallbaum) in Hildebrand, R.D., Wallbaum, R.: Der Flughafen München: Ein Jahrhundertwerk. Leo, 1992, ISBN 3-928935-02-X
- Lebensabschnittspartner. Die neue Form der Zweisamkeit. (mit H.C. Meiser). Fischer, 1991, ISBN 3-8105-1118-8
- Die neue Psychologie des Glücks. mvg, 1991, ISBN 3-478-07660-9
- Liebe und Angst. mvg, 1991, ISBN 3-478-07580-7
- Immunkraft. Der mentale Weg zur Stärkung der Gesundheit. Econ, 1989, ISBN 3-612-26208-4
- Vom Sinn, sich selbst zu entdecken. Die Wissenschaft der Seele. Goldmann, 1987, ISBN 3-442-10384-3
- Glück. In: Texte zum ETHIK-Unterricht. Auer, 1986, 80–81, ISBN 3-403-01772-9
- Selbstfindung und Lebenskunst. Goldmann, 1986, ISBN 3-442-10356-8
- Die neue Psychotherapie. Oesch, 1983, ISBN 3-85833-323-9
- Geheimnisse der Kommunikation. Einblicke in die Wissenschaft der Seele: Wahrnehmungspsychologie, Tiefenpsychologie, Sozialpsychologie. Causa, 1982, ISBN 3-88887-001-1

### Hörbücher (Auswahl)
- Psychologie des Glücks. Eine Anleitung. Causa, 2014, ISBN 978-3-86261-993-1
- Erfolgscoaching. Die Vision. Causa, 2004, ISBN 3-931378-50-0
- Power Relaxx. Das energiespendende Entspannungstraining für Manager. Causa, 2004, ISBN 3-93137-8888
- Glück. Einfach glücklich sein. Causa, 2003, ISBN 3-931378-37-3

### Rundfunksendungen (Auswahl)
- Psychotherapie. Hilfe zur Selbsthilfe. 7-teilige Sendereihe des Bayer. Rundfunks 2.Progr., Wissenschaftsredaktion, 1982
- Psychologie des Glücks. 60 Min., Bayer. Rundfunk 2.Progr., Wissenschaftsredaktion, 1981
- Partnerschaft im Wandel. mit Dr. Toni Meissner, 120 Min., Bayer. Rundfunk 2.Progr., Wissenschaftsredaktion, 1979
- Angst – die Krankheit unserer Zeit. mit Dr. Toni Meissner, 120 Min., Bayer. Rundfunk 2.Progr., Wissenschaftsredaktion, 1978

### Wissenschaftliche Publikationen (Auswahl)
- Zur Ausdrucksqualität der Körperhaltung in der Gruppentherapie in: Enke, H., Tschuschke, V., Volk, W. Therapeutisches Handeln. Kohlhammer, 1982, 85–100, ISBN 3-17-007942-5
- Welche Ziele verfolgen jüngere und ältere Teilnehmer in psychotherapeutischen Fort- und Weiterbildungsveranstaltungen? Psychotherapie, Psychosomatik, Medizinische Psychologie, 1980, 3, 108–112
- " Ein Verstärker-Fragebogen - Entwicklung einer deutschsprachigen Form eines Reinforcement-Survey-Scedule (RSS) nach Cautela

und Kastenbaum und Entwicklung von Kennwerten." Diagnostica, 1979, 1, 69–77
- Zur nicht-verbalen Kommunikation in der analytischen Gruppenpsychotherapie. Gruppenpsychotherapie und Gruppendynamik, 1979, 1, 38–53
- Video-Feedback in der Psychotherapie. Gruppendynamik, 1978, 3, 183–196
- u. Helmut Enke: Selbsterleben von Gruppenmitgliedern im Spiegel empirischer Untersuchungsbefunde. Gruppenpsychotherapie und Gruppendynamik, 1978, 1, 31–55
- u. Editha Ferchland-Malzahn: Lernaspekte und Rollen in der Psychotherapeutischen Fortbildung. Gruppenpsychotherapie und Gruppendynamik, 1978, 1, 31–55